# Cheval blanc dans la culture
Pour les articles homonymes, voir Cheval blanc.

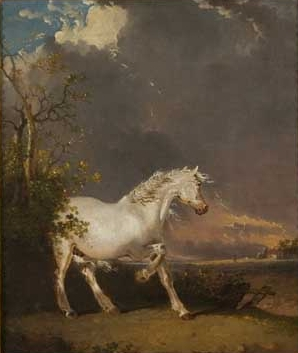
Cheval blanc sur une peinture de James Ward (1769-1869).

Le cheval blanc est, dans la culture humaine, au centre de nombreux mythes, de légendes, de contes, de traditions et de représentations à travers le monde. Des pouvoirs fabuleux leur sont attribués, tels que la clairvoyance et le don de prophétie. Associés à des rituels impliquant leur sacrifice, aussi bien en Irlande qu'en Germanie et en Mongolie, les chevaux blancs se font montures des prophètes, des rois, des héros et des princes charmants dans des pays aussi éloignés que la Grèce antique, l'Inde, la France, l'Iran, le proche orient et les Philippines, et participent à l'eschatologie dans de nombreuses cultures. 
Certaines créatures fantastiques inspirées du cheval portent une couleur blanche, comme la licorne. 

## Symbolisme du cheval blanc

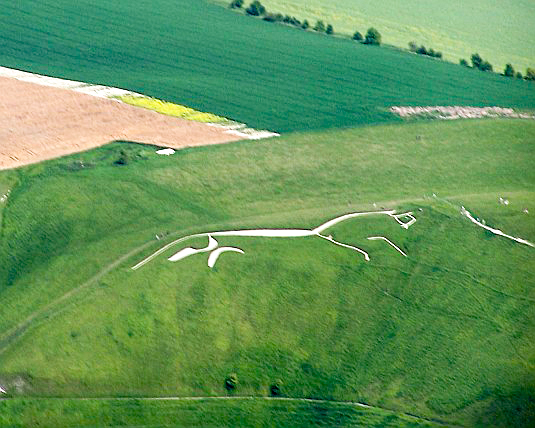
Le cheval blanc d'Uffington, un géoglyphe daté de l'âge du bronze qui ne se révèle que vu du ciel, en Angleterre.

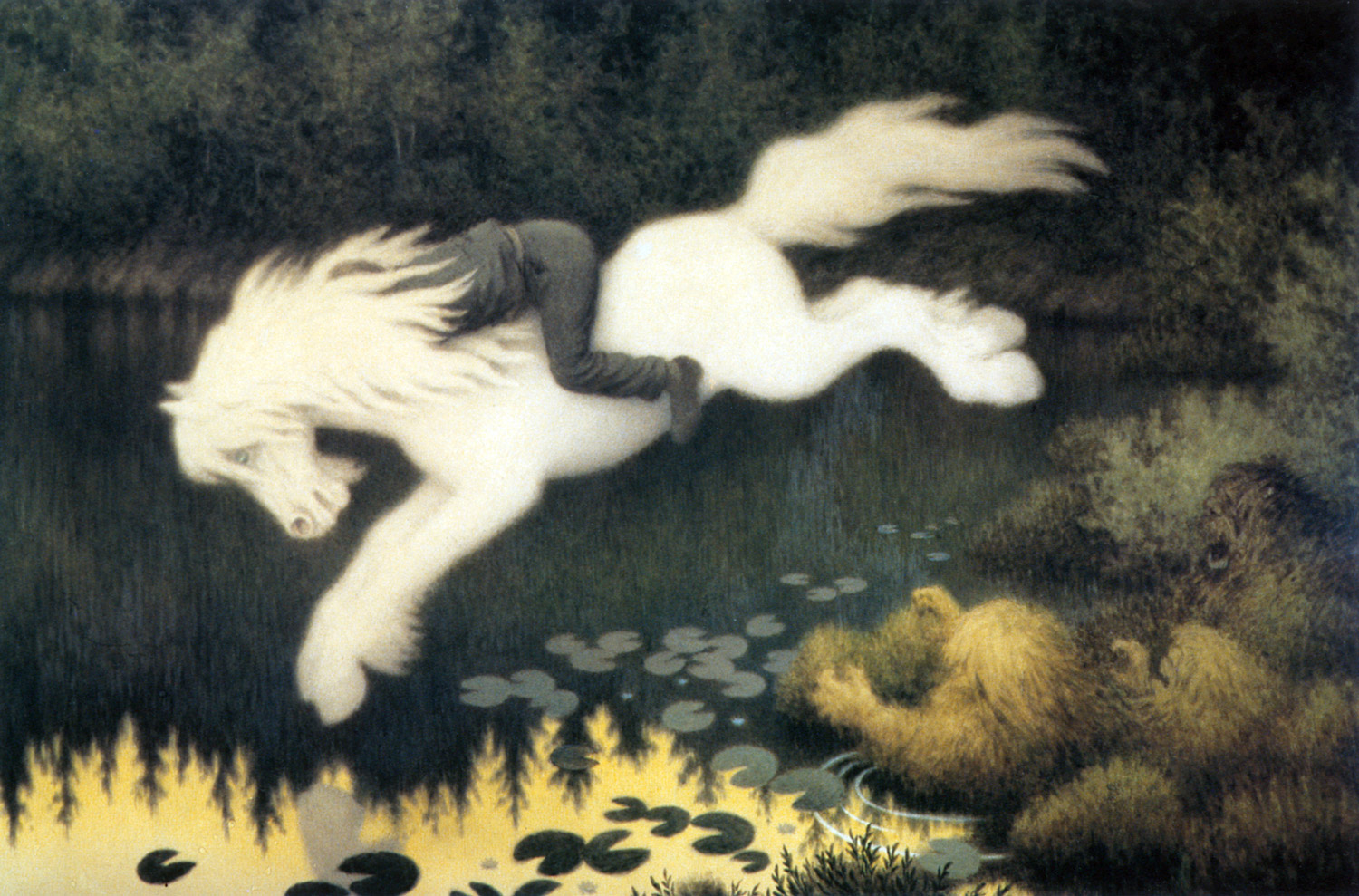
Jeune garçon sur un cheval ondin blanc.

La plupart des chevaux célèbres et légendaires sont de couleur blanche. Associée aux transformations (blanchissement des cheveux annonçant la vieillesse puis la mort, blanchissement de la peau avant un malaise...) cette couleur marque, en particulier chez les peuples celtes, une appartenance à « l'autre monde », celui des morts. Platon loue l’excellence du cheval blanc dans Phèdre. Il s'agit d'une métaphore du thumos, une partie de l’âme irrationnelle dont la force indispensable est au service du cocher, donnant son élan à l’attelage de l’âme. Les chevaux blancs sont le plus souvent associés au soleil, au chariot du soleil ou à la course solaire. 
L'une des grandes particularités du cheval blanc, dans le domaine de l'hippologie, réside dans le fait que la plupart des chevaux décrits comme blancs ont en réalité une robe grise, au pelage perçu à tort comme blanc. Les véritables chevaux blancs n'existent donc pas ou sont extrêmement rares. Cette rareté a sans doute renforcé les mythes, légendes et folklores à propos du cheval blanc. Une robe qui n'existe pas chez le cheval réel désigne à coup sûr un animal venu d'un autre monde. De plus, la première chose que l'on remarque chez un animal inconnu est d'abord sa forme, ensuite sa robe. 
Depuis l'aube des temps, l'imagination humaine prête des facultés exceptionnelles au cheval blanc, celle de voler, de purifier et de repousser le mal, de parler, de jouer un rôle divinatoire et d'avertir des dangers. Les chevaux blancs sont typiquement montés par les héros ou les divinités lorsqu'ils triomphent des forces du mal. Ils s'associent également aux héros combattants, aux rites de la fertilité, (les juments comme les étalons), ou à la fin des temps. Dans plus d'une religion, le cheval blanc porte les Saints et les sauveurs du monde. L'apparition d'un cheval blanc est souvent fantastique, puisqu'il émerge de l'océan ou jaillit d'un éclair.

## Vénération
Le cheval blanc joue un rôle dans tous les cultes antiques, les Germains primitifs, les anciens Aryens de l'Inde et les druides irlandais en élevaient dans ce but. La ville de Hanoï, au Viet-Nam, honore un cheval blanc en tant que saint patron. Un temple lui est dédié, le temple de Bach Ma ou temple du cheval blanc. Un roi du XIe siècle, Ly Cong Uan ou Lý Thái Tổ, eut une vision où une dryade changée en cheval blanc lui montra où bâtir sa forteresse. 

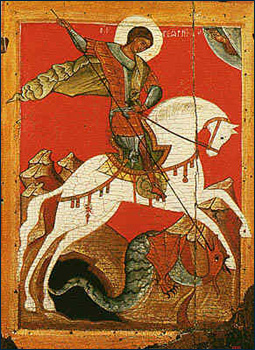
Une icône du XVe siècle, montrant Saint Georges.

### Monture des dieux et des prophètes
Kanthaka est le cheval blanc servant loyalement le prince Siddhartha, qui en fit son favori avant d'atteindre l'état de Bouddha. Siddhartha chevauche Kanthaka dans la plupart des évènements relatés par les textes bouddhistes, jusqu'à sa renonciation au monde. En suivant le départ de Siddhartha, il est dit que Kanthaka meurt, le cœur brisé.
Dans le Zoroastrisme, l'une des trois formes de Tishtrya, lié à l'étoile Sirius, est celle d'un étalon blanc (les deux autres étant un jeune homme et un taureau)). La divinité prend cette forme pendant les dix derniers jours de chaque mois du calendrier zoroastrien, et durant les batailles cosmogoniques pour contrôler la pluie.
Dans le nouveau testament, l'un des quatre cavaliers de l'Apocalypse, la Pestilence, monte un cheval blanc. Jésus-Christ est parfois représenté sur ce type de monture.
Les chevaux blancs tirent les chariots divins, comme celui d'Aredvi Sura Anahita, divinité des eaux. Ses quatre chevaux représentent divers états de l'eau.
Dans la mythologie celtique galloise, la déesse Rhiannon, figure mythique des légendes du Mabinogion, monte un cheval blanc. À cause de cette particularité, Rhiannon a souvent été associée à Épona, déesse gallo-romaine des chevaux et de la fertilité, ainsi qu'à d'autres cultes du cheval dans les anciennes cultures indo-européennes. Dans la mythologie celtique irlandaise, la monture du roi de Tír na nÓg est décrite comme un cheval blanc qui possède le pouvoir de préserver la jeunesse de ces cavaliers si ceux-ci s'aventurent au dehors de l'Autre monde, où un jour équivaut à plusieurs années sur terre. Quiconque descendrait de cette monture sur terre se retrouverait instantanément vieilli de toutes les années passées à Tir na Nog, c'est ce qui arrive à Oisin qui a mis pied à terre malgré les conseils de sa femme.

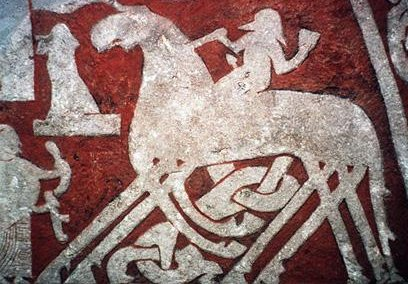
La pierre de Tjängvide montre Odin entrant au Walhalla monté sur Sleipnir.

Dans la mythologie nordique, Odin chevauche un animal à huit jambes, Sleipnir, « le meilleur cheval parmi les dieux et les hommes », qui est décrit comme gris. Sleipnir est aussi l'ancêtre d'un autre cheval gris, Grani, monté par le héros Sigurd.

### Hippomancie
La ville de Pangantucan, dans les Philippines, avait pour symbole un étalon blanc qui sauva l'ancienne tribu d'un massacre en soufflant dans un bambou pour les avertir de l'approche de l'ennemi. Dans la mythologie slave, le dieu de la guerre et de la fertilité, Svetovid, possède un cheval blanc aux dons d'oracle. L'historien Saxo Grammaticus affirme que les prêtres prédisaient le futur en observant les déplacements de cet étalon blanc. Dans la mythologie de la ville de Prague, Šemík est un cheval blanc capable de parler, qui sauve son cavalier d'une condamnation à mort.

### Kubilai Khan
Le petit-fils de Gengis Khan, Kubilai Khan, premier empereur chinois et fondateur de la dynastie des Yuan, suivait un rite pour apporter la prospérité et la fécondité au peuple. Il possédait un troupeau de juments blanches vénéré lors de la fête blanche du printemps, où les proches du Khan rassemblaient un millier de juments et d'étalons immaculés. Personne n’osait traverser la route quand ces animaux passaient, s’en approcher était considéré comme profanateur envers le fils du ciel et ses proches parents, seuls autorisés à les approcher et à boire le lait des juments sacrées.

## Sacrifices
Hérodote dit que les chevaux blancs étaient considérés comme sacrés dans la cour de Xerxès Ier, ils tiraient le char de l'empereur. Dans d'autres traditions, ils étaient offerts en sacrifice aux Dieux. Un cheval blanc était sacrifié par les Mèdes, qui ont précédé les Perses, devins et prophètes qui vaticinaient lors de cette réunion. Le dieu de la guerre dans la mythologie hongroise, Hadúr, est un métallurgiste qui porte du cuivre pur. Les anciens Magyars lui sacrifiaient des étalons blancs avant une bataille.

### Ashvameda
Le sacrifice de cheval védique, ou Ashvamedha, était un rituel exécuté pour la prospérité du royaume, pratiqué par les râja exerçant une suzeraineté sur ceux des États environnants. Un ou plusieurs chevaux blancs étaient laissés libres de se déplacer à leur guise, accompagnés par un garde royal et parfois par des jeunes gens. Si l'un des râja dont les terres étaient traversées par le cheval s'emparait de l'animal, c'était le signe d'un refus de suzeraineté et le déclenchement de la guerre. Dans le cas contraire, le râja qui laissait traverser ses terres sans intervenir manifestait sa tacite vassalité. Lorsque le cheval revenait de ses pérégrinations, il était sacrifié en grande pompe au cours d'une fête où tous les râja vassaux étaient invités. Les Hindous modernes croient que le sacrifice est seulement symbolique et que le cheval n'était pas réellement abattu. Le râja sacrificateur du cheval recevait le titre de Chakravartin. Le rite est décrit dans les textes anciens, comme le Mahābhārata. Le premier souverain historique ayant pratiqué l'Ashvamedha et dont on garde le souvenir est Pushyamitra Shunga, l'assassin de Brihadratha, le dernier Maurya et le fondateur de la dynastie des Shunga, qui célébra de cette manière sa victoire sur les satrapes grecs. Le cheval blanc est considéré comme l’ancêtre de nombreuses familles princières indiennes. Il est également une idole que les villageois implorent pour fertiliser leurs terres.

### Gréco-romains
Le cheval blanc est omniprésent dans la mythologie gréco-romaine, ainsi, le cheval ailé Pégase, fils du dieu Poséidon et de la gorgone Méduse, est perçu comme blanc, associé aux sources à la foudre, son rôle est celui d'un psychopompe, mais aussi celui d'un intermédiaire entre l'humain et le divin.  
Chez les Grecs comme chez les Romains, Arès, dieu de la guerre, précède le soleil levant dans son char tiré par quatre chevaux blancs. Une étude effectuée sur les textes de Platon, comme Phèdre, suggère qu'il évoque l'âme du monde, le thumos, à travers l'opposition entre cheval noir et cheval blanc. Le cheval blanc, souvent ailé, est attelé par quatre au chariot de nombreuses divinités, évoquant la belle fougue et le bon désir chez les hommes et les dieux : c'est en effet le cheval qui possède des ailes et permet au chariot de voler, non pas le Dieu. Après 253 C, cette image du cheval blanc se développe, il devient clairement « l'animal du savoir droit et de la gloire mesurée et honnête », décrit comme un bel animal noble, il n'a pas besoin d'être frappé, il suffit de l'encourager ou de lui parler. Il représente l'âme noble de l'homme.

### Asiatiques
Un énorme cheval blanc apparaît dans la mythologie coréenne, dans l'histoire du royaume de Silla. Quand le peuple recueillit les prières du roi, un cheval géant émergea d'un éclair en portant un œuf brillant. Puis le cheval retourna au paradis à tire-d'aile, l'œuf s'ouvrit et Park Hyeokgeose en sortit.
Dans le Japon ancien, notamment à l’époque de Heian, on offrait un cheval blanc aux temples de Nibu et de Kibune pour obtenir du beau temps, alors qu'un cheval noir était censé faire venir la pluie.

### Hindouisme et védisme

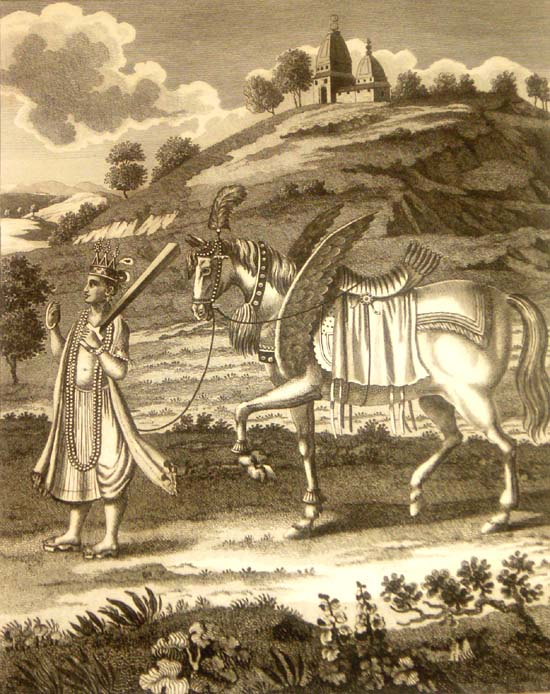
Gravure de Kalkî datée de la fin du XVIIIe siècle.

Les chevaux blancs sont mentionnés de multiples fois dans la mythologie hindoue. Le chariot de la divinité solaire Sūrya est tiré par sept chevaux, décrits soit comme blancs, soit comme portant les couleurs de l'arc-en-ciel. Hayagriva, l'avatar de Vishnou connu comme le dieu de la sagesse et de la connaissance, possède un corps humain et une tête de cheval blanc, il est assit sur un lotus de la même couleur. Kalkî, la dixième incarnation de Vishnu, sauveur de monde, apparaitra monté sur un cheval blanc ou sous la forme d'un cheval blanc.
Dans les Puranas, l'un des précieux objets qui émergent après le barattage de la mer de lait est Uchaishravas, cheval d'une blancheur immaculée, avec sept têtes. Un cheval du soleil blanc est quelquefois mentionné comme émergeant avec lui. Uchaishravas est monté un temps par Indra, seigneur des devas. Indra est dépeint comme ayant un intérêt particulier pour les chevaux blancs car il vole souvent les chevaux sacrifiés, en témoignent les histoires de Sagara, ou celles du roi Prithu.

## Le cheval blême et fantomatique

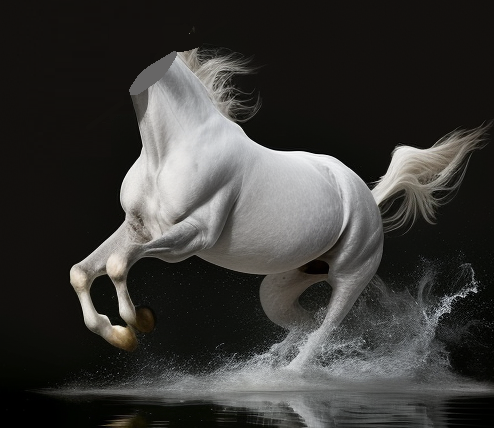
Le cheval sans tête qui annonce la mort.

Dans la région de Tardets, dans la province basque de la Soule, la caverne de Laxarrigibel, située dans un des contreforts d'Ahüski, près d'Altzai, abrite Zaldi, un irelu ou génie de la mythologie basque qui se manifeste sous les traits d'un cheval blanc. Un jour, il séquestra un jeune homme de ce pays qui n'était pas intégré dans son milieu social,. Zamari zuria, qui est un cheval blanc sans tête, hante les montagnes basques (Navarre, la vallée de Baztan, des Aldudes, de Luzaide, les crêtes de l'Esterenguibel…). Le voir est un présage de mort ou, tout au moins, de malheur imminent.

## Survivances dans le folklore populaire

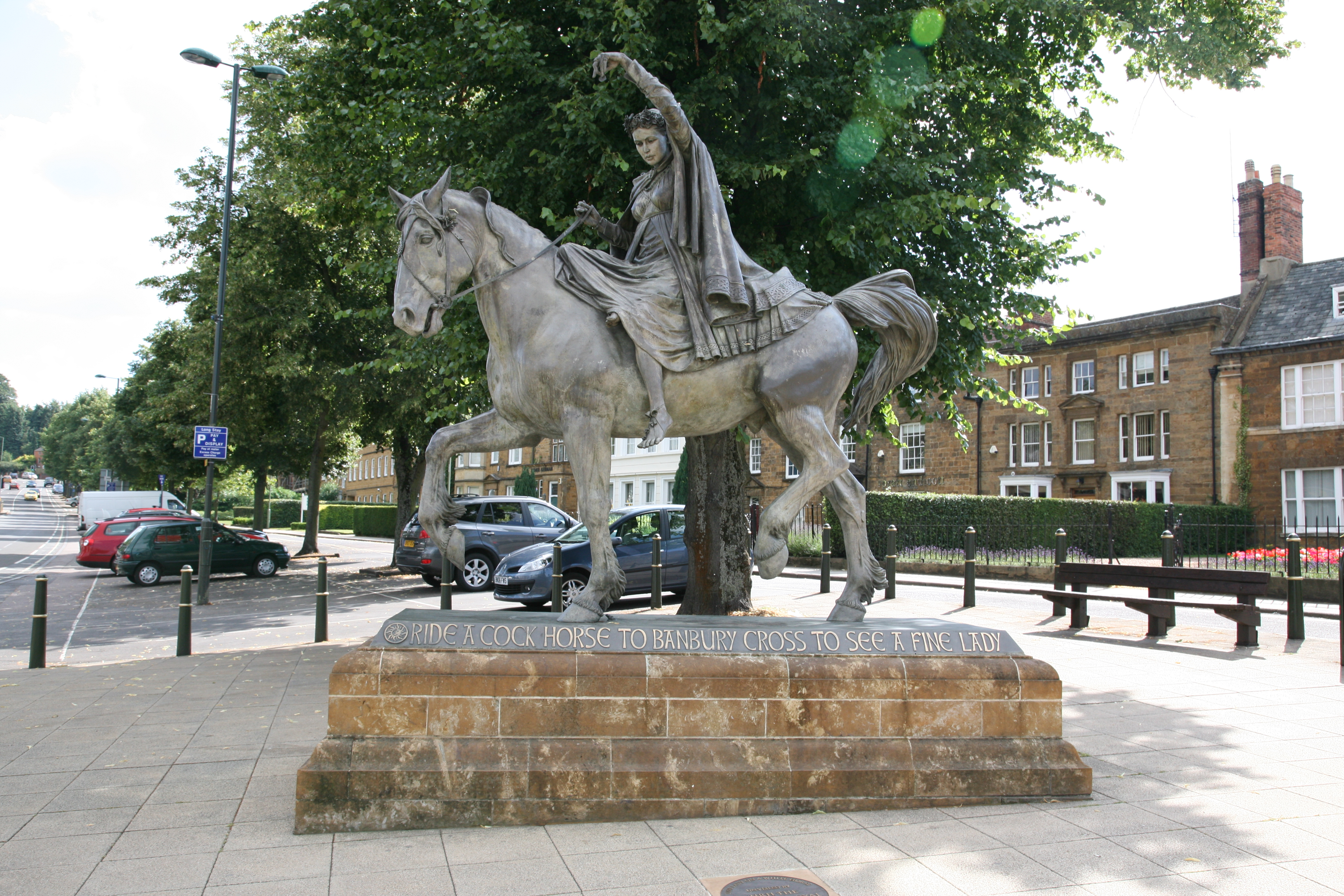
La statue d'une femme sur un cheval blanc, à Banbury Cross.

Le symbolisme des chevaux blancs a été massivement repris dans la littérature européenne depuis le Moyen Âge, le prince charmant ou le chevalier blanc des contes de fées monte souvent un cheval blanc. Dans le folklore écossais, kelpie et Each Uisge sont deux démons des eaux parfois mortels, pouvant prendre l'apparence d'un cheval blanc ou noir.

## Représentations

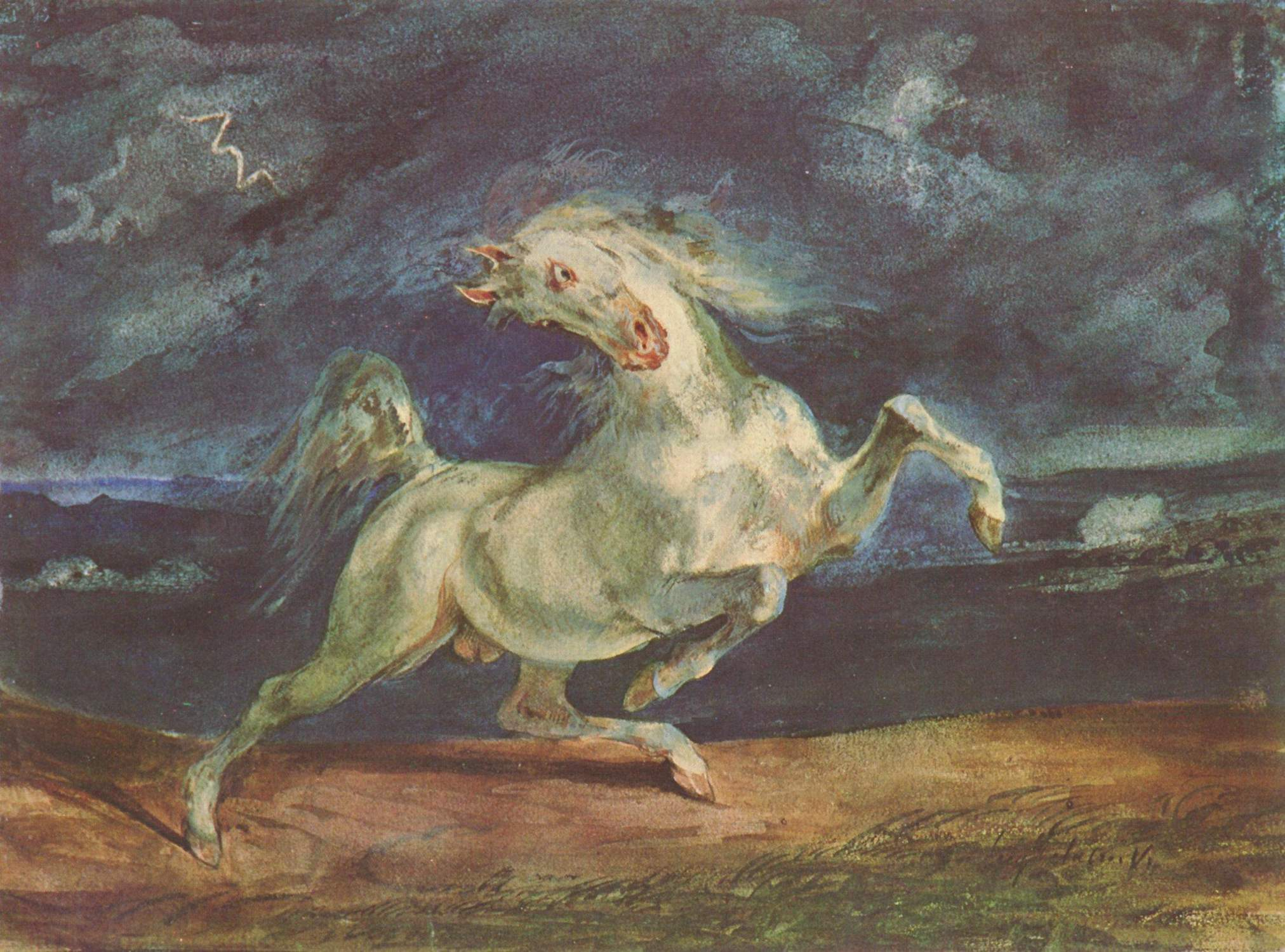
Cheval effrayé par Eugène Delacroix.

Le cheval blanc est récurrent dans l'art, l'héraldique, chez les écrivains et chez les peintres. Le plus célèbre est Crin-Blanc, l'étalon Camargue du film d'Albert Lamorisse. Le romancier Terry Pratchett a choisi un cheval blanc pour être la monture de la Mort dans les annales du Disque-Monde, et J. R. R. Tolkien, Gripoil pour être celle de Gandalf dans Le Seigneur des anneaux. The Lone Ranger monte lui aussi un cheval blanc, et dans le deuxième film de la série Shrek, l'âne est transformé en noble destrier blanc dans un but parodique.

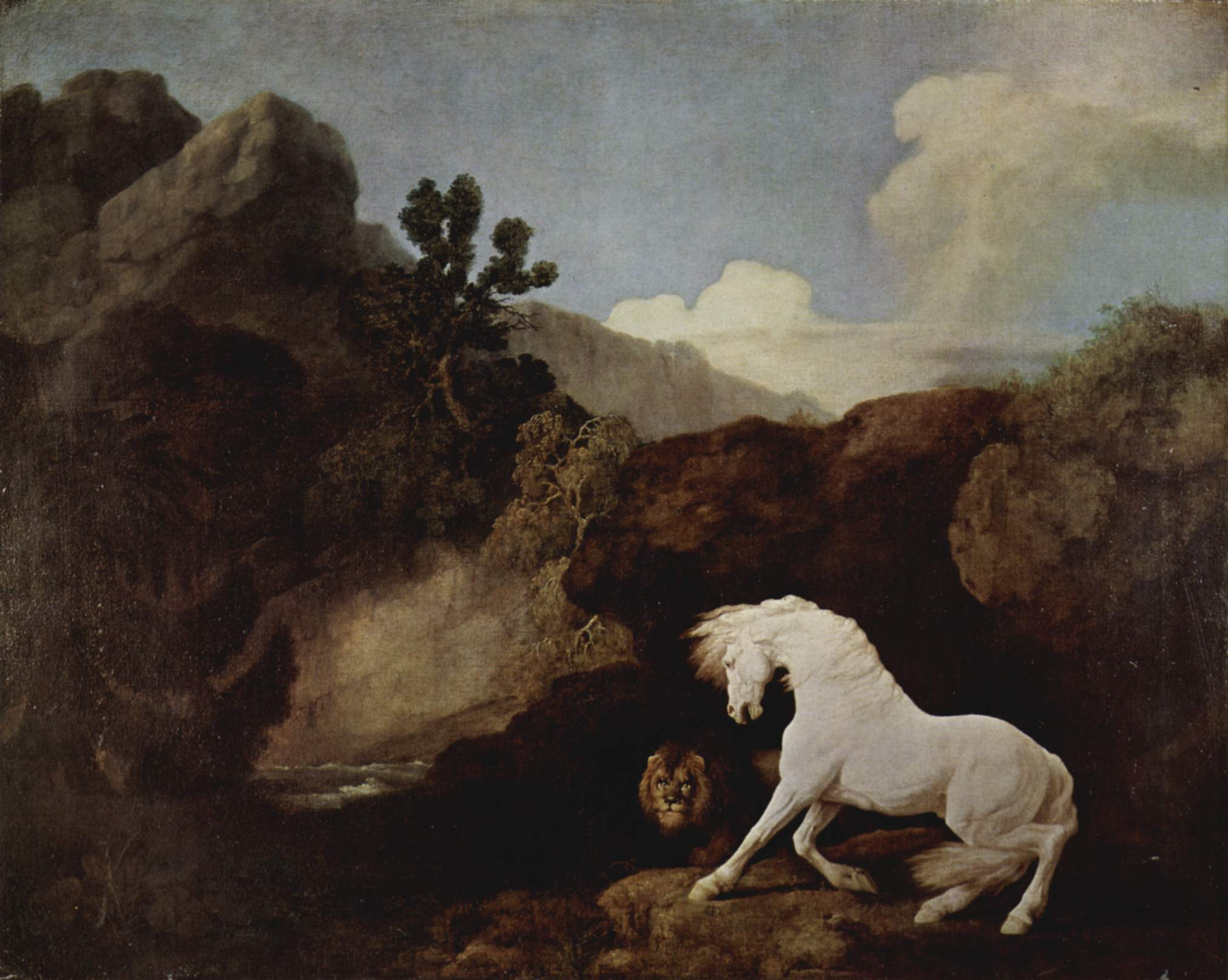
Peinture de George Stubbs.
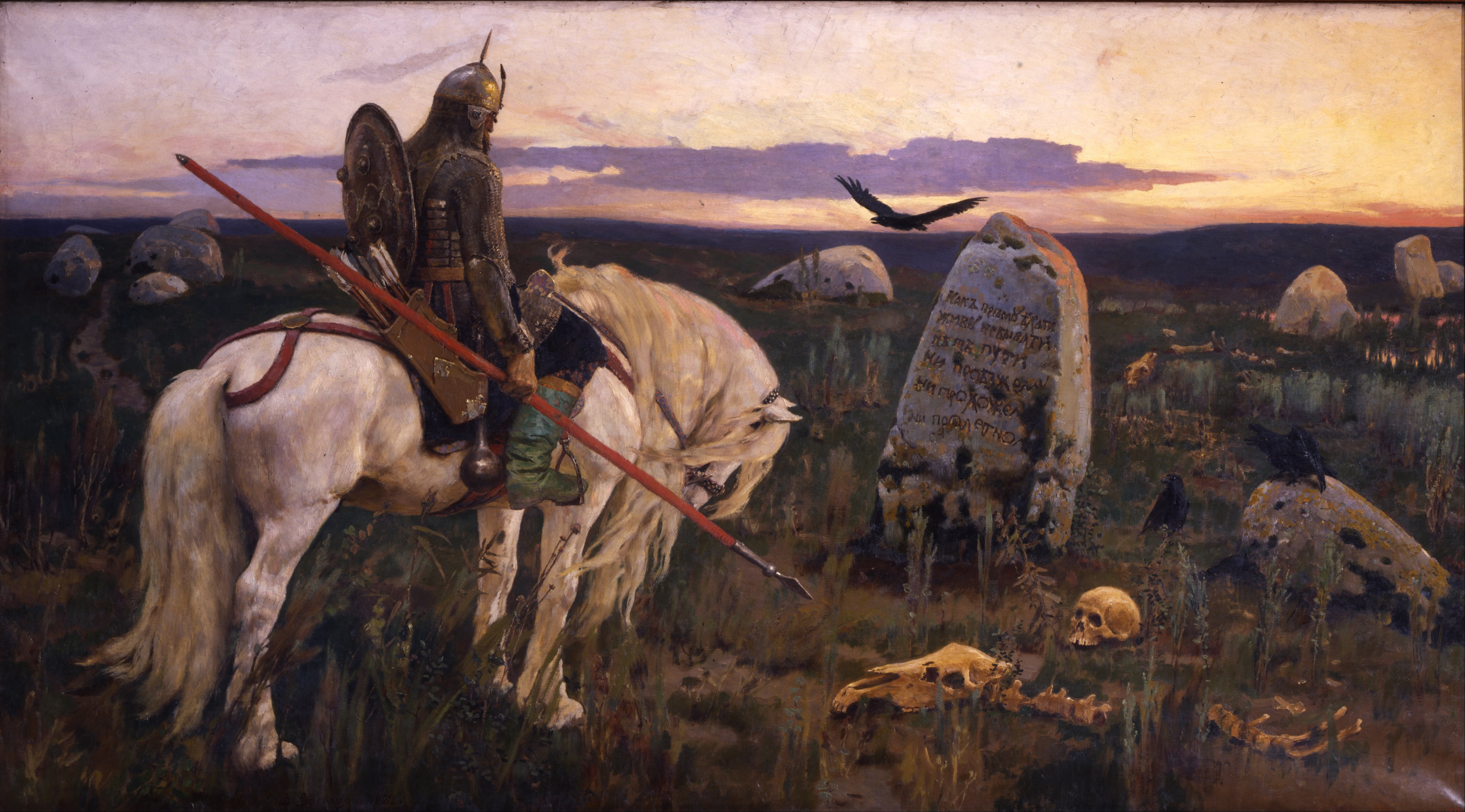
Viktor Vasnetsov, Le Chevalier à la Croisée des Chemins, 1878
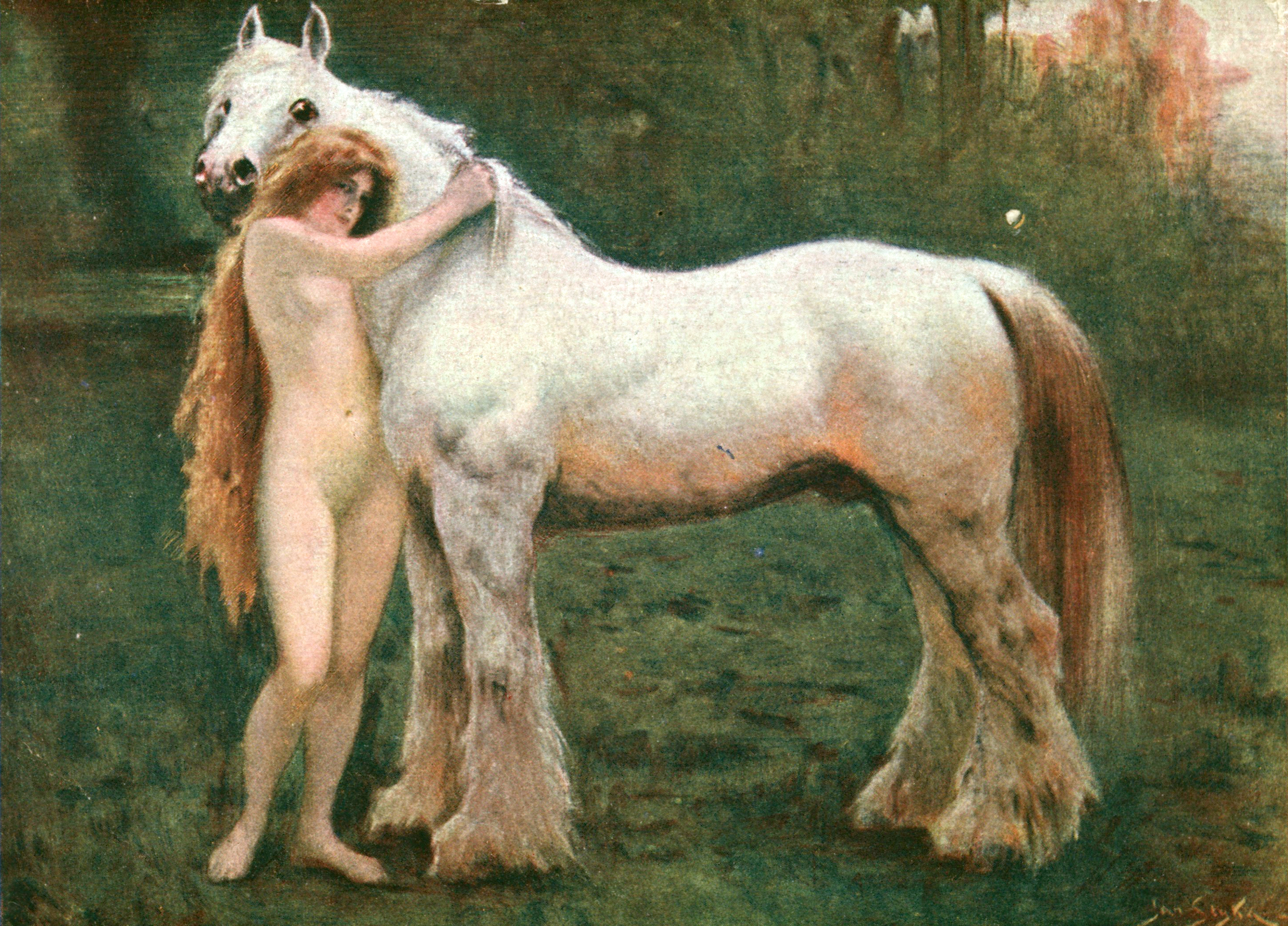
Jan Styka, 1910
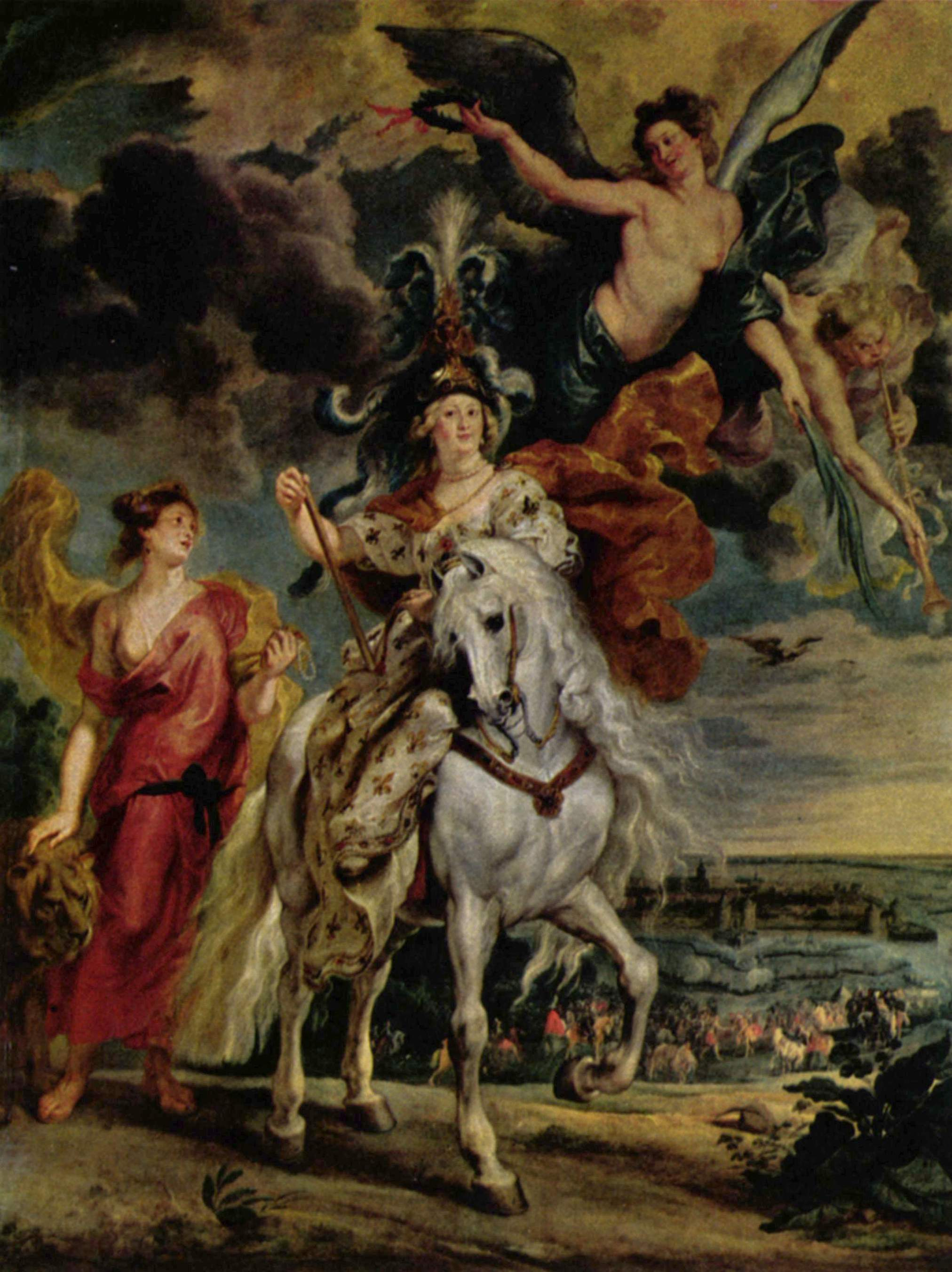
Pierre Paul Rubens.
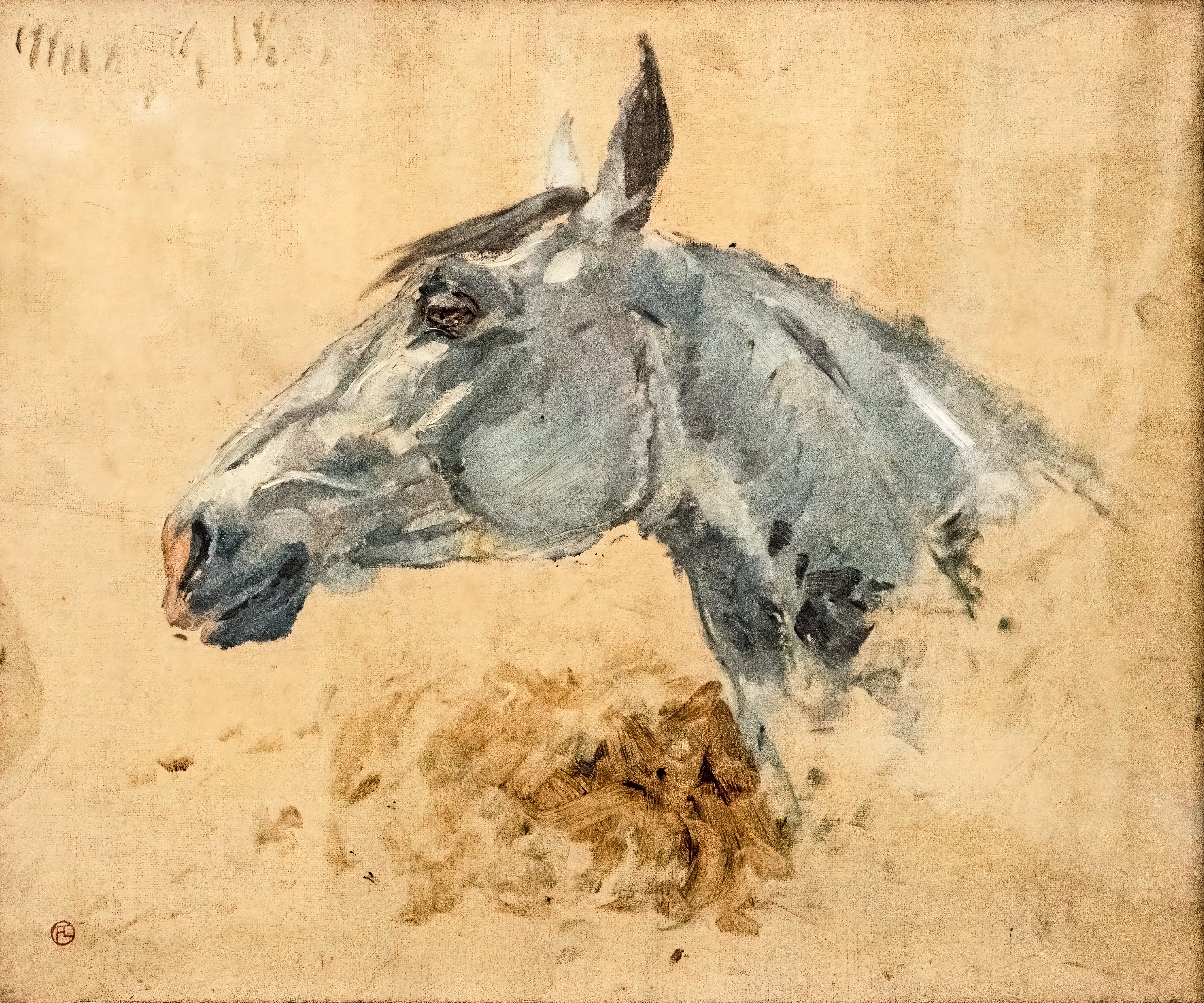
Henri de Toulouse-Lautrec, Cheval blanc Gazelle, 1881.

### Pétroglyphes et géoglyphes

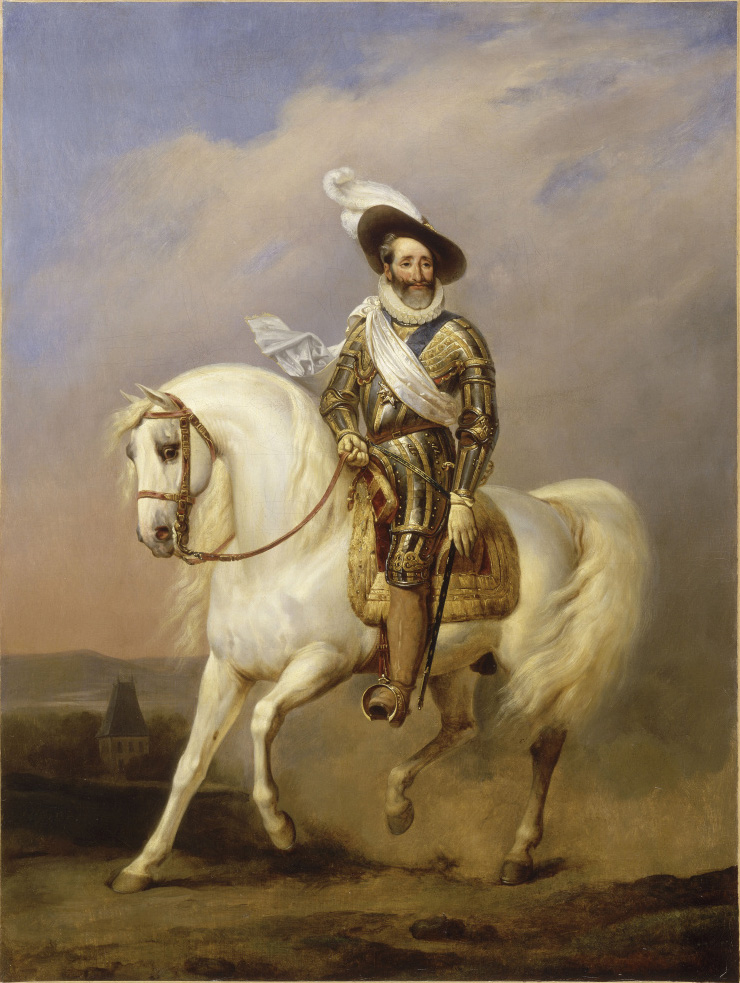
« Quelle est la couleur du cheval blanc d'Henri IV ? » est une célèbre blague française.

De nombreuses figures de chevaux blancs gravées à la craie apparaissent dans les collines d'Angleterre. Le cheval blanc d'Uffington, le plus connu, date de l'âge du bronze. Le motif ne se révèle distinctement que vu du ciel.

### Héraldique
Le cheval blanc est une figure héraldique naturelle.